# Jade Edmistone
Jade Edmistone (ur. 6 lutego 1982 w Brisbane) - była australijska pływaczka, specjalizująca się głównie w stylu klasycznym.
Mistrzyni świata z Montrealu na 50 m stylem klasycznym. 6-krotna medalistka mistrzostw świata na krótkim basenie z Indianapolis, Szanghaju i Manchesteru na 50 i 100 m żabką oraz w sztafecie 4 x 100 m stylem zmiennym (2 x złoto, 3 x srebro, 1 x brąz). 2-krotna srebrna medalistka Igrzysk Wspólnoty Brytyjskiej z Melbourne na 50 i 100 m stylem klasycznym. Wicemistrzyni Uniwersjady z Daegu na 50 m żabką.
Była rekordzistka świata na 50 m stylem klasycznym zarówno na długim (50 m), jak i krótkim basenie (25 m).
Jest członkiem australijskiej Ściany Chwały.